# 浙江外国語学院
浙江外国語学院（せっこうがいこくごがくいん、英語: Zhejiang International Studies University）は、中国浙江省杭州市西湖区留和路299号に本部を置く中国の公立大学。1955年創立、2010年大学設置。
大学の略称は浙外。2020年時点では、学校の面積は555.5畝、建築面積は17.2万平方メートル、生徒数約8500余人、教職員500人。

## 略歴
1955年の初、浙江省（中学）教師進修学校が設立されました。同年8月、浙江省教育庁は同校を基礎に浙江省教師進修学院を建設する計画を決定した。
1956年7月、浙江省教師進修学院が正式に設立されました。浙江省教育庁中等教育研究室、浙江省掃盲と小学教師進修学校を吸収合併する。
1958年、名称を浙江文教学院に変更。
1960年3月、「浙江教育学院」に改称。
1978年、文化大革命後、浙江教育学院を再建しました。
1982年、高師業余本科班を設立。
1984年、函授本科教育を設立。
2006年、浙江科技学院求是応用技術学院を吸収合併する。
2010年2月、名称を浙江第二師範学院に変更。
2010年4月、「浙江外国語学院」に改称。

## 基礎データ
- 所在地
  - 浙江省杭州市西湖区留和路299号

- 校訓
  - 「明徳弘毅、博雅通達」。

- 校歌
  - 「浙外校歌」。作曲：翁持更。

## 組織
「学院」も「系」も日本の大学の学部にほぼ相当する。「学部」は「学院」と「系」の上の編成で、実体はなく、日本の「学部」とは位置付けが異なっている。妙訳がないのでそのまま記す。
- 英語語言文化学院
- 東方語言文化学院
- 西方語言文化学院
- 国際経済と観光管理学院
- 中国語言文化学院
- 教育学院
- 科学技術学院
- 芸術学院

## 附属機関

### 附属図書館
- 図書館 - 蔵書数は全館合計で約93.35万。

## 大学の人物一覧

### 教授
- 学長：洪崗
- 党委書記：宣勇

### 歴任学長
| 学長   | 到任時間  | 卸任時間  | 注 |
| ------ | --------- | --------- | -- |
| 肖文   | 1978年4月 | 1979年3月 |    |
| 戴光   | 1979年3月 | 1980年3月 |    |
| 肖文   | 1980年3月 | 1984年3月 |    |
| 鍾儒   | 1984年2月 | 1987年1月 |    |
| 姚鴻瑞 | 1987年1月 | 1991年4月 |    |
| 葉朝陽 | 1991年4月 | 1996年2月 |    |
| 王建華 | 1997年8月 | 2005年3月 |    |
| 魯林岳 | 2005年3月 | 2013年5月 |    |
| 洪崗   | 2013年5月 | 現在      |    |

### 歴任党委書記
| 学長   | 到任時間  | 卸任時間  | 注 |
| ------ | --------- | --------- | -- |
| 肖文   | 1978年4月 | 1979年3月 |    |
| 戴光   | 1979年3月 | 1980年3月 |    |
| 肖文   | 1980年3月 | 1984年3月 |    |
| 朱人鳳 | 1987年1月 | 1991年4月 |    |
| 周永祥 | 1991年4月 | 1997年8月 |    |
| 呉聚芳 | 1997年8月 | 2006年1月 |    |
| 姚成栄 | 2006年1月 | 2016年7月 |    |
| 宣勇   | 2016年7月 | 現在      |    |